# 臍帯寺石幢及び石塔婆
臍帯寺石幢及び石塔婆（ほそおじ/ほそんじせきとうおよびいしとうば）は、岡山県高梁市有漢町上有漢大石地区にある鎌倉時代の石造物。石幢は同地区の市道脇の山際にあり、石塔婆は約150m下った道脇に立っている。石幢は供養のために作った一種の石造物で寺の内陣などに荘厳のためにかける幢の形に源流があると言われる。1961年3月23日に国の重要文化財に指定された。年代の明らかな石幢としては、日本最古とされる。

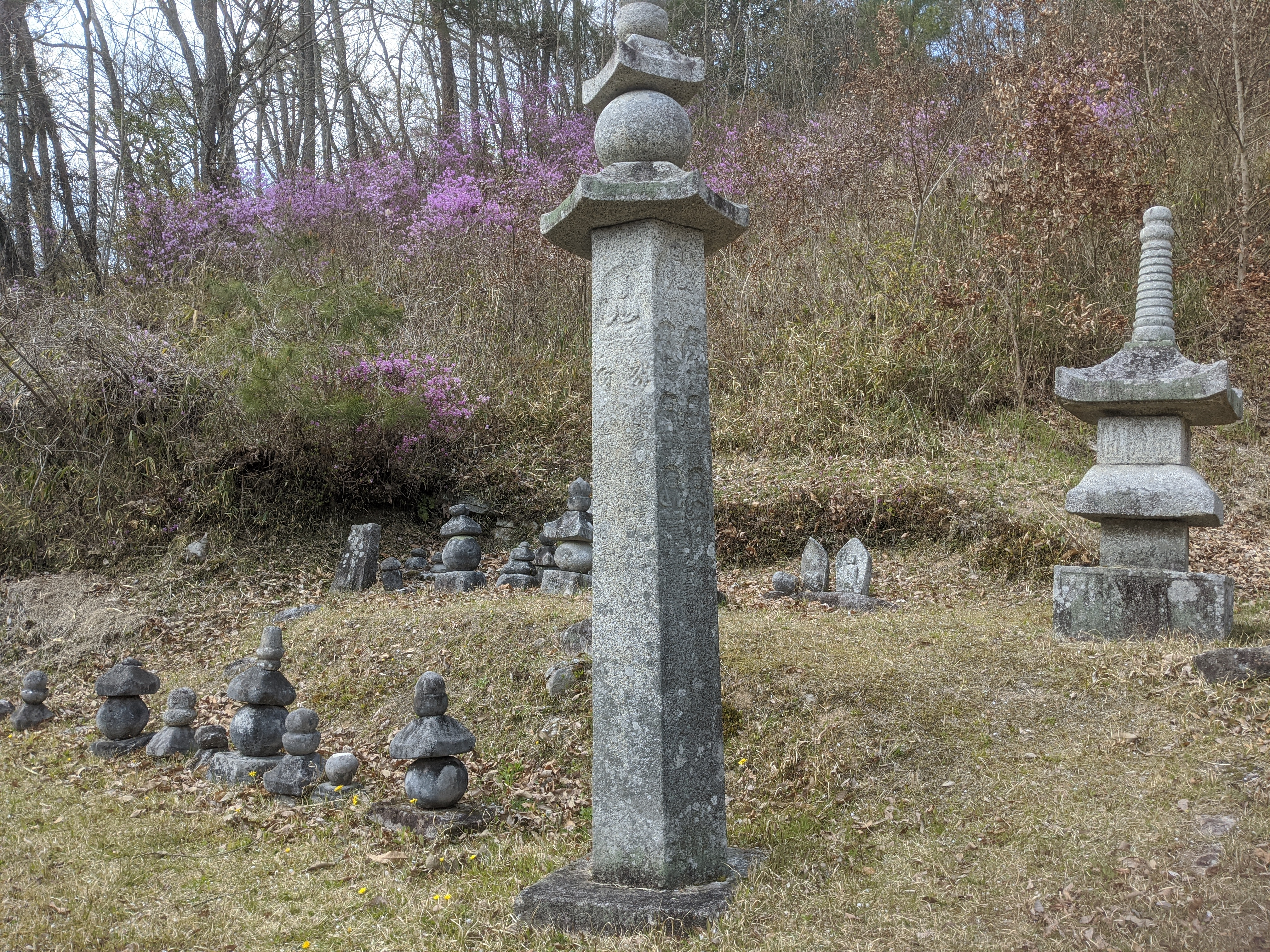
保月山六面石幢（重要文化財）

## 概要

### 石幢（保月山六面石幢）
- （北緯34度54分44.6秒 東経133度41分49.5秒 / 北緯34.912389度 東経133.697083度）

数ある保月の石造物を代表する堂々たるもので、仏の威徳を称え先祖を供養するために作られたものである。「幢」とは、細長い幡（仏の荘厳具）であるが、この石幢は六方に幡を垂らした形を花崗岩製の六角柱で表している。笠に上に請花と宝珠がのるのが正式であるが、紛失して五輪塔の水輪から上がのせてあり、やや変形している。総高2.64ｍ、幢身の径約50cmであり、正六角柱の底部の一辺が25.5cm、上部が24cmとやや上が細い。
第一面には、七仏と趣旨が刻まれ、他の面には一仏と銘文、最後の第六面に「願主沙彌西信結儀西阿　嘉元4年（1306年）10月24日　大工井野行恒　敬白」とある。各面の仏像はいずれも二重円光式の中に半肉彫りに彫られている。この石幢に彫られている仏は十二仏である。第一面の趣旨に「初七日より十三年に至る迄の十二尊像を彫り、仏道修行の道標にする」と刻まれており、鎌倉時代の当時、十二仏信仰であり、平安時代の十仏信仰から室町時代以後の十三仏信仰への過渡期を示す貴重な資料となっている。造立者は西信・西阿夫妻であり、作者井野行恒が有漢に残した最後の作品である。

### 石塔婆（保月の破損板碑）
- （北緯34度54分46.5秒 東経133度41分42.1秒 / 北緯34.912917度 東経133.695028度）

「二重の塔」の西側、五輪塔群の山際にある。頭部が約三分の一ほど欠落し、残った部分の高さは、84cm、幅26cm、厚さ13cmである。碑には、人が五逆の罪を犯した時も地蔵が代わって地獄苦を受けるとある。その下段に、養父笠四郎と義母の菩提を念じ、嘉元3年（1305年）卯月尼 西阿が造立したことが、刻まれている。作者は刻まれていない。